# Aesopichthys erinaceus
Aesopichthys erinaceus è un pesce osseo estinto, appartenente agli attinotterigi. Visse nel Carbonifero inferiore (Mississippiano, circa 324 milioni di anni fa) e i suoi resti fossili sono stati ritrovati in Nordamerica.

## Descrizione
Questo pesce era di piccole dimensioni e non superava i 10 centimetri di lunghezza. Era dotato di un corpo piuttosto alto, così come la testa. La bocca era ridotta, la mascella alta e il suspensorium verticale. Le scaglie che ricoprivano i fianchi erano alte e la pinna dorsale era di forma allungata. 
Aesopichthys era dotato di numerosi adattamenti molto specializzati nella zona delle fauci, nelle strutture difensive craniche, nella forma delle pinne e nelle ornamentazioni della ganoina, tra cui piccole ossa premascellari mobili, un infraorbitale spinoso e apparentemente mobile, ruotabile posteroventralmente, le pinne pettorali dalla base lobata e pinne pettorali, dorsale, anale e caudale parzialmente palmate. L'ornamentazione delle ossa dermiche del cranio era caratterizzata da notevoli creste trasversali di ganoina sul rostro-posterostrale, e da tubercoli prominenti, spessi e posteriormente appuntiti sul tetto del cranio, ma era significativa l'assenza di ganoina su suborbitali, preopercolo e dermoiale. Erano inoltre presenti da 12 a 14 scudi mediani che formavano una linea continua dal cranio alla pinna dorsale, e piccoli scudi tra la pinna dorsale e la pinna caudale.

## Classificazione
Aesopichthys è il genere eponimo della famiglia Aesopichthyidae, un gruppo di pesci attinotterigi arcaici dal corpo piuttosto alto. Dalle analisi cladistiche, sembra che Aesopichthys e le forme affini non fossero strettamente imparentati con i Platysomiformes (altre forme dal corpo alto), bensì con i Rhadinichthyidae, comprendenti pesci dal corpo più slanciato come Rhadinichthys e forse Cyranorhis. 
Aesopichthys erinaceus venne descritto per la prima volta nel 2000, sulla base di resti fossili ritrovati nel giacimento di Bear Gulch, in Montana (Usa). Una forma affine è Proceramala, anch'esso noto per fossili provenienti da Bear Gulch.